# Chris Atton
Christopher Frank Atton (* 10. března 1959 Rotherham) je profesor médií a kultury na School of Arts and Creative Industries na Edinburgh Napier University. Je považován za jednoho z předních mezinárodních vědců ve studiu alternativních médií. Je spoluzakladatelem časopisu Journal of Alternative and Community Media. Jeho práce se zaměřuje na alternativní média, kde se jeho příspěvek soustředil na představu o alternativních médiích nikoli jako o nezbytném politickém postavení, ale jako o souboru sociokulturních procesů, které překreslují hranice odborné kultury a mediální moci. Udělal zajímavé studie o fanzinech a médiích nových sociálních hnutí, jakož to kulturní hodnoty avantgardy a dalších „obtížných“ forem populární hudby. Mezi jeho výzkumné zájmy patří mimo jiné kreativní ekonomika, výuka a učení na vysokých školách. Atton napsal knihy, mezi které patří Alternativní média (Sage, 2002), Alternativní internet (2004), Alternativní žurnalistika (Sage, 2008) a Routledge Companion to Alternative and Community Media (2015) a také psal o etice médií a cenzuře.

## Vzdělání
V roce 1999 Chris Atton obdržel doktorát v oboru britského alternativního tisku. Zároveň je držitelem magisterského titulu v oboru latinských studií z Edinburské univerzity a magisterského titulu v oboru Masové komunikace z Univerzity v Leicesteru.

## Akademická kariéra
V roce 1985 se vyučil jako knihovník ve městě Leeds.V roce 1992 byl jmenován vědeckým knihovníkem na Edinburgh Napier University, předtím působil několik let ve vysokoškolských a veřejných knihovnách, kde se začal věnovat překládání latinských renesančních textů. Roku 1995 založil Asociaci knihoven (UK). V roce 1998 obdržel Pamětní cenu Americké asociace knihoven za uznání vynikajících úspěchů v propagaci alternativních médií v knihovnách, zvanou Jackie Eubanks Memorial Award. Pracoval jako učitel a přednášející, načež byl Attonovi v roce 2007 uděleno členství ve Fellowship of the Higher Academy (britská organizace zaměřena na prominenci vyššího vzdělání) a v říjnu 2008 byl jmenován profesorem na School of Arts and Creative Industries. V roce 2010 působil ve výzkumné radě.

## Hudba
Chris Atton je zakládajícím a stále aktivním členem hudební skupinu Certs Ants. Skupina se specializuje především na elektronickou a lidovou hudbu s improvizačními prvky. Mimo jiné Atton působí přes třicet let jako hudební kritik.

## Dílo

### Alternativní žurnalismus
Atton se zabývá výzkumem alternativních médií a jejich rozdílným přístupem ke zpravodajství oproti médiím mainstreamovým. Objevuje se pojem občanská média (občanská žurnalistika), jež spočívá v zapojení neprofesionálních žurnalistů do procesu vytváření zpráv a informování občanů. Je kladen důraz na oddělení se od komerčních massmédiií, jejichž cíl je především finanční zisk. Alternativní média se snaží změnit vztah ‘autor-čtenář, tedy možností aby se čtenář více ztotožnil s autorem, což v případě velkých korporací s přesně vymezenou hierarchií není tak snadné. Se zapojením běžných občanů do vytváření médií ovšem souvisí i jistá úskalí. Odproštěním se od vládou a korporacemi ovládanými médii sice vzniká prostor pro občanský žurnalismus, ale také pro nerelevantní, či zaujatý obsah. Projekt Indymedia umožňuje uživatelům nahrávat své články přímo na web, bez zásahů editorů. Cílem je zvýšení transparentnosti, otevřenosti a svobody projevu. Díky tomu se však mohou objevovat rasistické, či jiné nenávistné články společně s ‘pozitivními’, což snižuje relevantnost celého projektu.
Atton se také zmiňuje o třech účelech alternativního žurnalismu. (1) Slouží jako kritika institucionalizovaného žurnalismu, (2) ukázání jiných možností žurnalismu a (3) nabídka pracovních příležitostí pro zájemce o občanská média.